# Греко-римская борьба на летних Олимпийских играх 1956 — свыше 87 кг
Соревнования по греко-римской борьбе в рамках Олимпийских игр 1956 года в тяжёлом весе (свыше 87 килограммов) прошли в Мельбурне с 3 по 6 декабря 1956 года в «Royal Exhibition Building».
Турнир проводился по системе с начислением штрафных баллов. За чистую победу штрафные баллы не начислялись, за победу по очкам борец получал один штрафной балл, за поражение по очкам со счётом решения судей 2-1 два штрафных балла, со счётом решения судей 3-0 или чистое поражение — три штрафных балла. Борец, набравший пять штрафных баллов, из турнира выбывал. Трое оставшихся борцов выходили в финал, проводили встречи между собой. Схватка по регламенту турнира продолжалась 12 минут. Если в течение первых шести минут не было зафиксировано туше, то судьи могли определить борца, имеющего преимущество. Если преимущество никому не отдавалось, то назначалось четыре минуты борьбы в партере, при этом каждый из борцов находился внизу по две минуты (очередность определялась жребием). Если кому-то из борцов было отдано преимущество, то он имел право выбора следующих шести минут борьбы: либо в партере сверху, либо в стойке. Если по истечении четырёх минут не фиксировалась чистая победа, то оставшиеся две минуты борцы боролись в стойке.
В тяжёлом весе боролись 10 участников. Самым молодым участником был 22-летний Хамит Каплан, самым возрастным 35-летний Бертиль Антонссон. Конкуренция в весе была высокой: наряду с опытными участниками, двукратным олимпийским вице-чемпионом, чемпионом мира по вольной борьбе, двукратным чемпионом мира по греко-римской борьбе Бертилем Антонссонном, бронзовым призёром уже этих Олимпийских игр по вольной борьбе Тайсто Кангасниеми, серебряным призёром этих же игр по вольной борьбе Юсеином Мехмедовым, в соревнованиях участвовали молодые борцы, ставшие знаменитыми в будущем Хамит Каплан, уже завоевавший золотую медаль по вольной борьбе, впоследствии ещё двукратный олимпийский призёр, чемпион мира и семикратный призёр чемпионатов мира, Вильфрид Дитрих, участник пяти олимпиад, чемпион и четырёхкратный призёр Олимпийских игр.
Однако никто из призёров-вольников на пьедестал почёта не поднялся. Каплан Хамит выбыл перед финальной частью, Кангасниеми в третьем круге, а Мехмедов не явился на встречу третьего круга, что возможно сыграло свою роль в определении призовых мест. Ещё один фаворит, Бертиль Антонссон выбыл в третьем круге. В финальную часть пробились никому не известные борцы: русский гигант, обладающий уникальной физической силой Анатолий Парфёнов, талантливый, техничный молодой немецкий борец Вильфрид Дитрих и итальянец Адельмо Булгарелли. Все они до финальных встреч потерпели по поражению. Но ключевым стало поражение Дитриха от Парфёнова в первом круге. Победа была присуждена Дитриху, однако по протесту советской делегации результат был пересмотрен, при этом никто из соперников не провёл засчитанных действий. Но Парфёнов всё равно мог вообще не попасть в финал: во втором круге он потерпел поражение от Антонссона и в третьем круге, чтобы не выбыть из турнира, должен был побеждать Мехмедова чисто. Это могло бы стать весьма сложной задачей, но Мехмедов в предыдущей встрече был травмирован, и на схватку с Парфёновым не вышел. Так Анатолий Парфёнов прошёл третий круг, а четвёртый круг, который стал предфинальным, пропустил по жребию. В первой финальной встрече, которая собственно всё и решала, Парфёнов и так обладающий феноменальной силой, да ещё и свежий, победил молодого итальянца Булгарелли, который боролся все четыре круга. Во второй финальной встрече разыгрывалось лишь «серебро», даже чистая победа Дитриха не приносила ему первого места. Победив со счётом 2-0, Дитрих завоевал серебряную медаль, первую из его пяти, рекордных для борьбы, олимпийских наград

## Призовые места
- Анатолий Парфёнов (URS)
- Вильфрид Дитрих (EUA)
- Адельмо Булгарелли (ITA)

## Первый круг
| Штрафных баллов | Участник 1               | Результат    | Участник 2               | Штрафных баллов |
| --------------- | ------------------------ | ------------ | ------------------------ | --------------- |
| 1               | Хамит Каплан (TUR)       | 3-0          | Адельмо Булгарелли (ITA) | 3               |
| 1               | Антониос Георгулис (GRE) | 3-0          | Йозеф Цаммит (AUS)       | 3               |
| 1               | Юсеин Мехмедов (BUL)     | 3-0          | Тайсто Кангасниеми (FIN) | 3               |
| 1               | Бертиль Антонссон (SWE)  | Туше (10:00) | Дэйл Льюис (USA)         | 3               |
| 1               | Анатолий Парфёнов (URS)¹ | 2-1          | Вильфрид Дитрих (EUA)    | 3               |

¹ Победил по протесту, поданному советской делегацией. 

## Второй круг
| Штрафных баллов | Участник 1               | Результат    | Участник 2               | Штрафных баллов |
| --------------- | ------------------------ | ------------ | ------------------------ | --------------- |
| 3               | Адельмо Булгарелли (ITA) | Туше (11:00) | Йозеф Цаммит (AUS)       | 6               |
| 2               | Хамит Каплан (TUR)       | 3-0          | Антониос Георгулис (GRE) | 4               |
| 3               | Тайсто Кангасниеми (FIN) | Туше (14:52) | Дэйл Льюис (USA)         | 6               |
| 3               | Вильфрид Дитрих (EUA)    | Туше (7:09)  | Юсеин Мехмедов (BUL)     | 4               |
| 1               | Бертиль Антонссон (SWE)  | 3-0          | Анатолий Парфёнов (URS)  | 4               |

## Третий круг
| Штрафных баллов | Участник 1               | Результат   | Участник 2               | Штрафных баллов |
| --------------- | ------------------------ | ----------- | ------------------------ | --------------- |
| 3               | Адельмо Булгарелли (ITA) | Туше (9:00) | Антониос Георгулис (GRE) | 7               |
| 3               | Хамит Каплан (TUR)       | 2-1         | Тайсто Кангасниеми (FIN) | 6               |
| 4               | Анатолий Парфёнов (URS)  | Неявка      | Юсеин Мехмедов (BUL)     | 6               |
| 3               | Вильфрид Дитрих (EUA)    | 3-0         | Бертиль Антонссон (SWE)  | 4               |

## Четвёртый круг
| Штрафных баллов | Участник 1               | Результат | Участник 2              | Штрафных баллов |
| --------------- | ------------------------ | --------- | ----------------------- | --------------- |
| 4               | Адельмо Булгарелли (ITA) | 3-0       | Бертиль Антонссон (SWE) | 7               |
| 4               | Вильфрид Дитрих (EUA)    | 3-0       | Хамит Каплан (TUR)      | 6               |
| 4               | Анатолий Парфёнов (URS)  | Пропускал |                         |                 |

## Финал

### Встреча 1
| Штрафных баллов | Участник 1              | Результат | Участник 2               | Штрафных баллов |
| --------------- | ----------------------- | --------- | ------------------------ | --------------- |
| 5               | Анатолий Парфёнов (URS) | 3-0       | Адельмо Булгарелли (ITA) | 7               |
| 4               | Вильфрид Дитрих (EUA)   | Пропускал |                          |                 |

### Встреча 2
| Штрафных баллов | Участник 1              | Результат | Участник 2               | Штрафных баллов |
| --------------- | ----------------------- | --------- | ------------------------ | --------------- |
| 5               | Вильфрид Дитрих (EUA)   | 3-0       | Адельмо Булгарелли (ITA) | 7               |
| 5               | Анатолий Парфёнов (URS) | Пропускал |                          |                 |